# 王德溥
王德溥（1896年3月10日—1991年6月22日），字润生，辽宁沈阳人。中华民国军政界人物。晚年从事天德教的领导工作。

## 生平[3]
曾任察哈尔省高等法院首席检察官，辽宁安东县税捐征收局长，陕西省政府委员兼陕西省财政厅厅长、陕西省民政厅厅长、陕西省禁烟总局局长、陕西省银行董事长，江苏淮阴、铜山两行政监察区行政监察专员兼保安司令，军法执行总监部新疆工作组主任，中央政治学校毕业生指导部主任，国民大会主席团主席。1949年赴台湾，任中华民国内政部政务次长，禁烟委员会主任委员，立法委员等职务。1954年，升任中华民国内政部部长，任至1958年卸任。
民国四十六年（1957年）3月1日，吉林穆稜人王寒生開始軒轅教佈教活動，黃季陸、鄭彥棻，徐柏園、陶希圣、黃朝琴、倪文亞、馬紀壯、王德溥、王秉鈞允任軒轅教之輔導。
1961年，出任中國醫藥學院董事长。该院1958年由覃勤创建。
1953年，天德教创始人萧昌明的弟子王笛卿由在台湾的中华民国海军上校教徒龚家宝申请，桂永清出面担保，自香港来到台湾高雄。1965年，王笛卿在高雄、台北设公共道坛。同年10月30日，王笛卿邀集王德溥、赵恒惕、刘峙等64人联名申请“天德圣教”立案登记，但未获准，故随后转而筹组“中国精神疗养研究会”，于1966年4月召开了成立大会，原中华民国内政部部长王德溥出任理事长。
1974年，与王笛卿分裂，自立“天德圣教中华民国总会”，虽然仍未获准登记，但可以自由活动，可是未获各地天德教教徒的积极支持。1975年王笛卿逝世。1987年，经天德教内人士从中斡旋，将“天德圣教中华民国总会”交给了王笛卿的弟子、在台南主持“念字圣堂”的秦淑德管理，秦淑德随即召开了会员大会，推举带有军方背景的萧楚乔为“天德圣教中华民国总会”新一届理事长，负责教务行政；秦淑德担任道监，统管道务。

## 著作
- 政海游
- 我判处毛泽民死刑的经过——新疆执法往事